# نهائي كأس أوكرانيا 1994
نهائي كأس أوكرانيا 1994 هي المباراة النهائية من منافسة كأس أوكرانيا 1993–94، أقيمت المباراة في 29 مايو 1994، في مجمع أولمبيسكي الوطني الرياضي، بين فريقي تشورنومورتس أوديسا، ونادي تافريا سيمفروبول، وفاز فيها تشورنومورتس أوديسا، بعد أن هزم نادي تافريا سيمفروبول، بنتيجة 0 - 0، وحضر المباراة 5000 شخصاً.

## تفاصيل المباراة
لعبت المباراة النهائية في 29 مايو 1994.
| تشورنومورتس أوديسا | 0 -0 | نادي تافريا سيمفروبول |
| ------------------ | ---- | --------------------- |
|                    |      |                       |